# Zoarcoidei
Sous-ordre
Les Zoarcoidei sont un sous-ordre de poissons marins et d'eau saumâtre de l'ordre des Perciformes.

## Description
Ce groupe inclut des poissons de tailles variables à silhouette serpentine, pouvant parfois faire penser à des anguilles (ordre des Anguilliformes, pourtant très éloigné). Ses représentants les plus célèbres sont probablement les « poissons-loups », de la famille des Anarhichadidae. Certaines espèces comme Zoarces viviparus possèdent des caractéristiques rares pour des poissons, comme le fait d'être vivipares. 
Ce sous-ordre comporte environ 400 espèces de poissons, répartis en quatorze familles. 

## Liste des familles
Selon World Register of Marine Species (5 décembre 2024) :
- famille des Anarhichadidae Bonaparte, 1835
- famille des Bathymasteridae Jordan & Gilbert, 1883
- famille des Cebidichthyidae Gill, 1862
- famille des Cryptacanthodidae Gill, 1861
- famille des Eulophiidae Smith, 1902
- famille des Lumpenidae Jordan & Evermann, 1898
- famille des Neozoarcidae Jordan & Snyder, 1902
- famille des Opisthocentridae Jordan & Evermann, 1898
- famille des Pholidae Gill, 1893
- famille des Ptilichthyidae Jordan & Gilbert, 1883
- famille des Scytalinidae Jordan & Starks, 1895
- famille des Stichaeidae Gill, 1864
- famille des Zaproridae Jordan, 1896
- famille des Zoarcidae Swainson, 1839

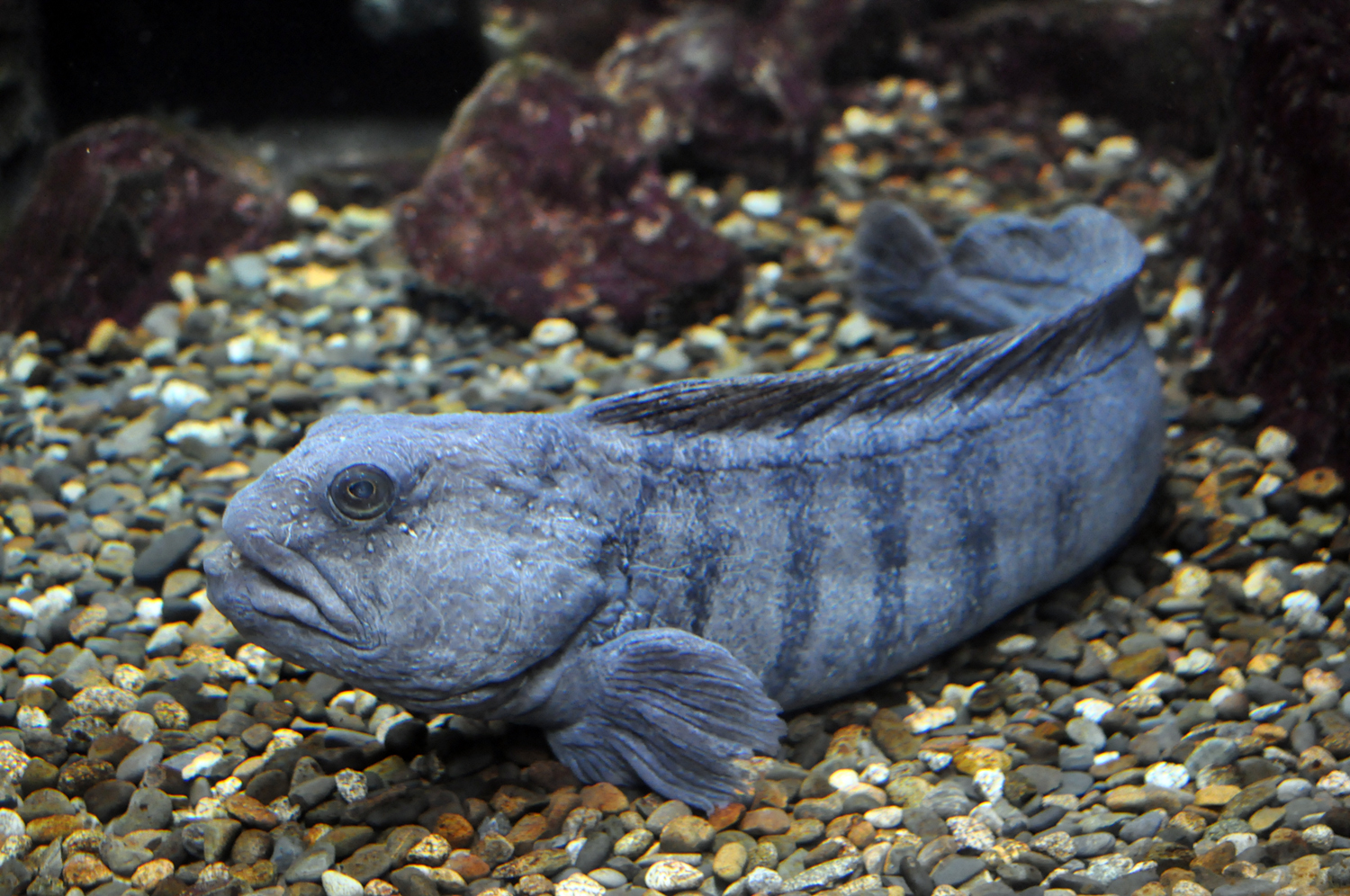
Anarhichas lupus (Anarhichadidae).
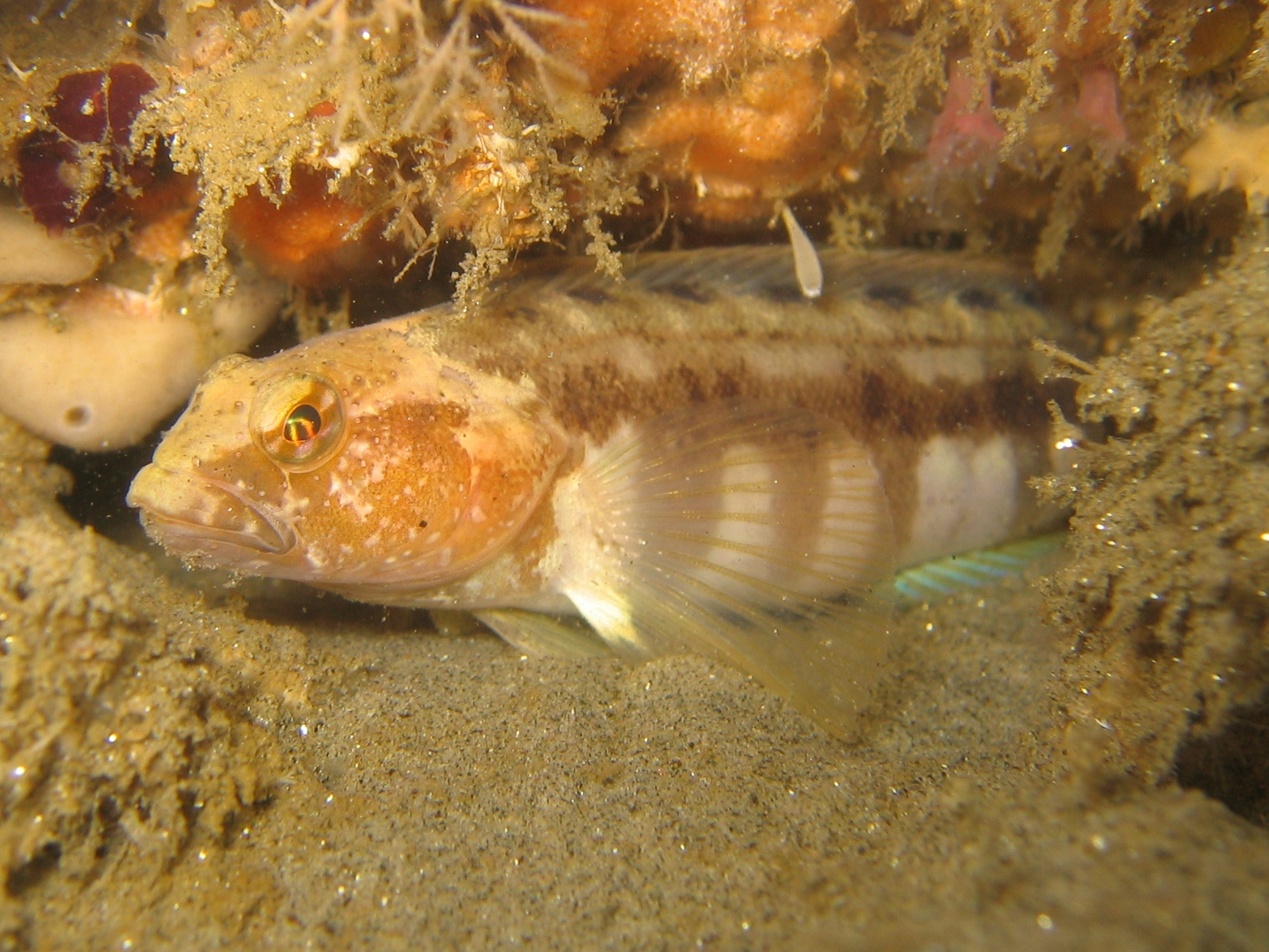
Rathbunella hypoplecta (Bathymasteridae).
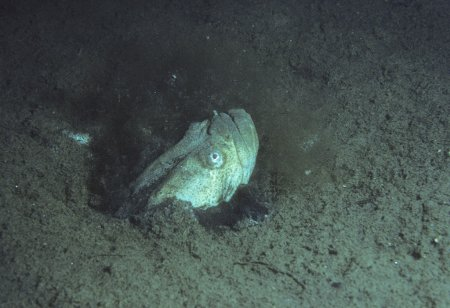
Cryptacanthodes maculatus (Cryptacanthodidae).
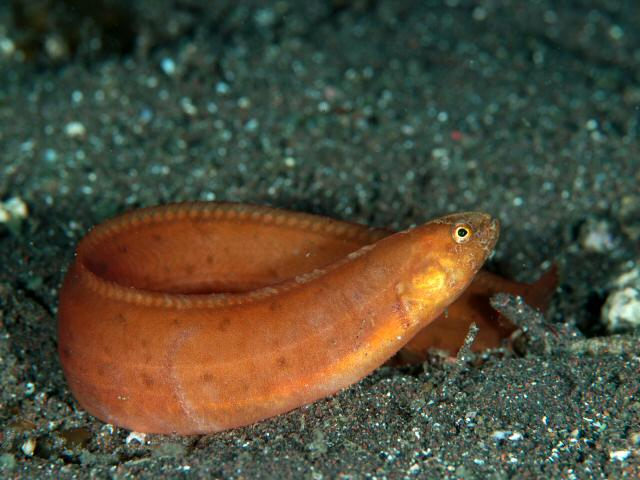
Pholis crassispina (Pholidae).
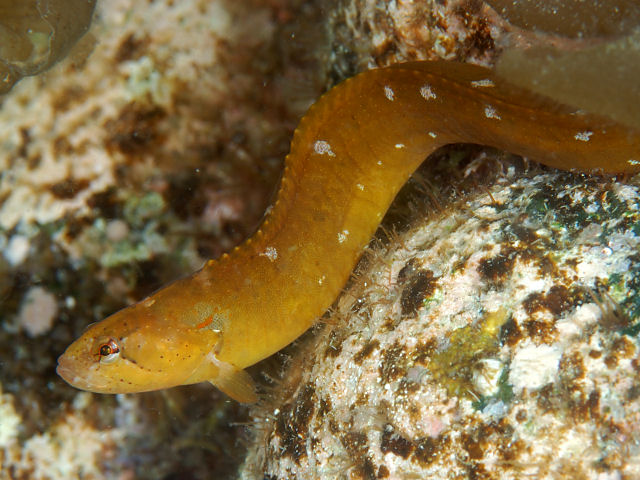
Dictyosoma rubrimaculatum (Stichaeidae).
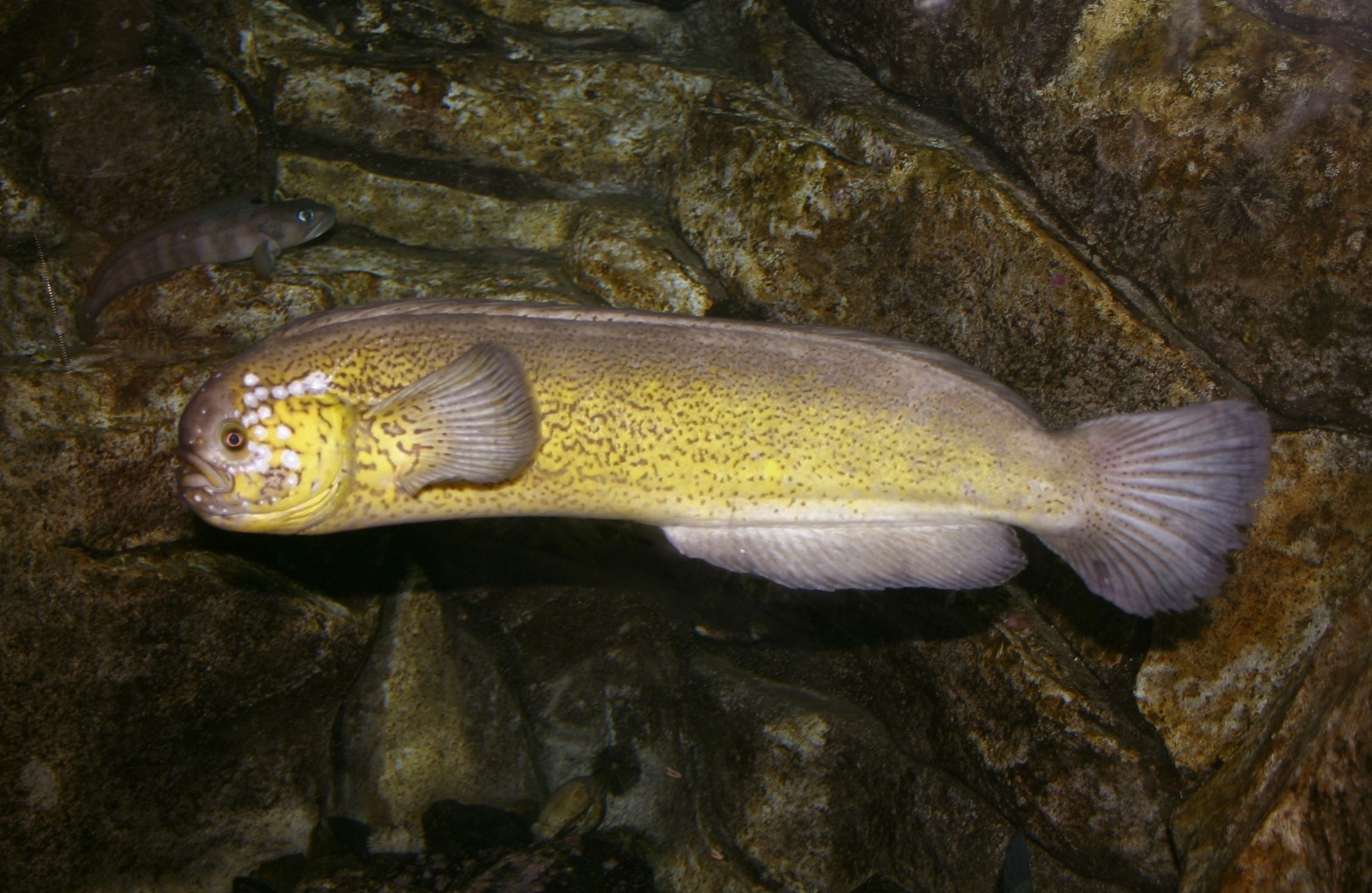
Zaprora silenus (Zaproridae).
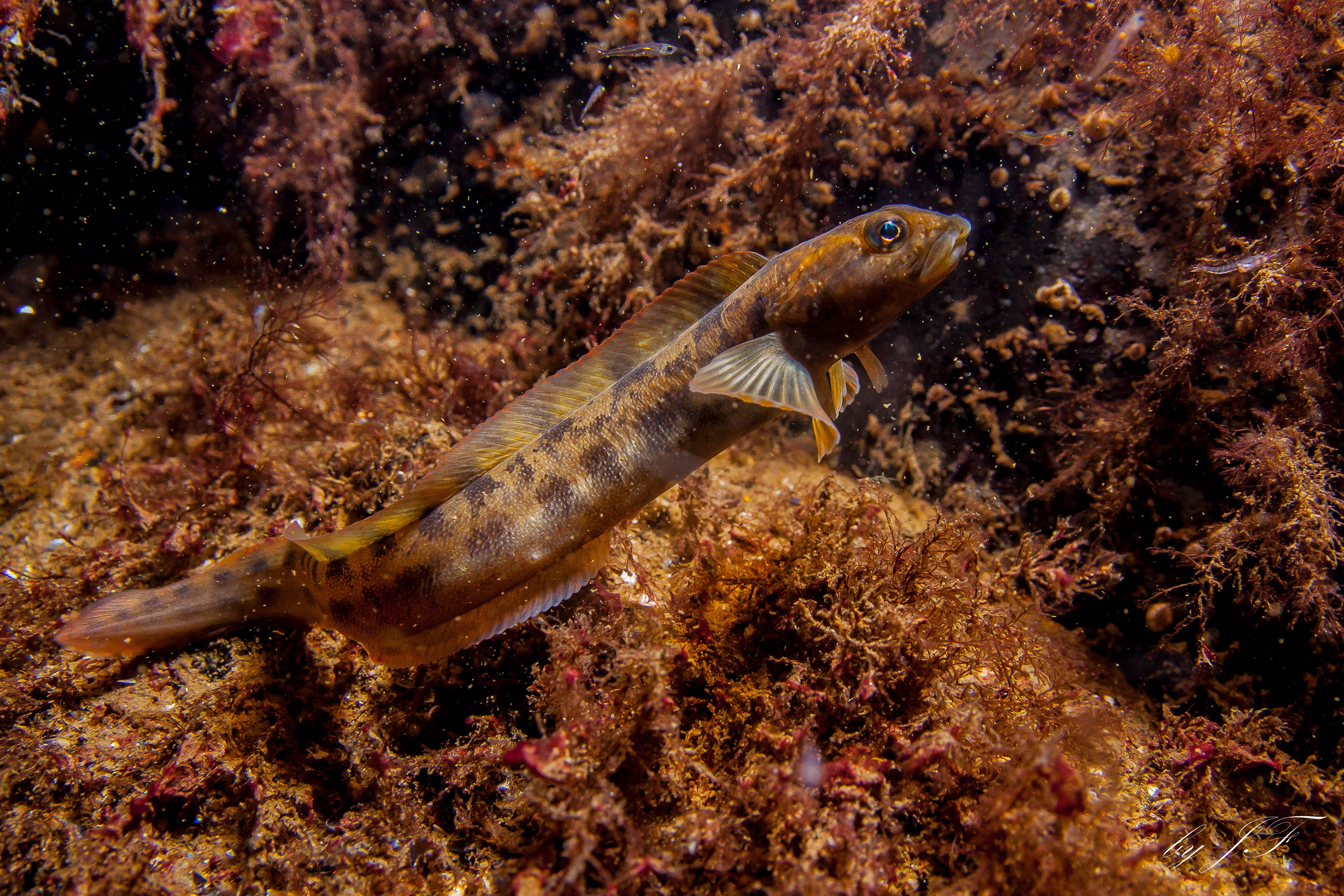
Zoarces viviparus (Zoarcidae).

## Systématique
Le nom valide de ce taxon est Zoarcoidei.
Pour le WoRMS les sous-ordres de poissons n'ont pas de citation d'auteurs.